# Blykronad dvärgtyrann
Blykronad dvärgtyrann (Phyllomyias plumbeiceps) är en fågel i familjen tyranner inom ordningen tättingar.

## Utseende och läte
Blykronad dvärgtyrann är en liten tyrann med ljusgul buk, grå hjässa, mörk öronfläck och gula kanter på vingpennorna. Den är mycket lik andra arter som askhuvad dvärgtyrann eller ecuadorlövtyrann och skiljs bäst på lätet, ett högljutt "pip!" ofta följt av en fräsande serie. 

## Utbredning och systematik
Fågeln förekommer i Anderna från Colombia till Ecuador och södra Peru (Cusco). Den behandlas som monotypisk, det vill säga att den inte delas in i några underarter.

## Levnadssätt
Blykronad dvärgtyrann är en ovanlig fågel i Andernas subtropiska zon på mellan 1300 och 2200 meters höjd. Där hittas den i fuktiga molnskogars mellersta och övre skikt. Den ses enstaka eller i par, ofta som en del av kringvandrande artblandade flockar.

## Status och hot
Arten har ett stort utbredningsområde, men tros minska i antal, dock inte tillräckligt kraftigt för att den ska betraktas som hotad. Internationella naturvårdsunionen IUCN listar arten som livskraftig (LC).